# ماجراهای ساتورنن
ماجراهای ساتورنن (به فرانسوی: Les Aventures de Saturnin)، یک مجموعهٔ تلویزیونی فرانسوی برای کودکان است که بازیگران آن حیواناتی واقعی بوده و قهرمان آن جوجه اردکی به نام ساتورنن است. این سریال ۷۸ قسمتی در فاصلهٔ سال‌های ۱۹۶۵ تا ۱۹۷۰ از تلویزیون فرانسه (ORTF) پخش گردید.
این مجموعه تلویزیونی، در سال‌های ۱۳۵۲ تا ۱۳۵۴ خورشیدی، با دوبلهٔ فارسی از تلویزیون ملی ایران پخش شد.

## مشخصات
خالق ساتورنن فیلم‌ساز فرانسوی ژان توران بود و او برای ساخت این سریال تقریباً از ۵۰ جوجه‌اردک در نقش ساتورنن بهره برد، زیرا که ساخت این سریال، کاری زمانبر بود و جوجه‌اردک‌ها در این مدت بزرگ شده و تغییر شکل می‌یافتند. تهیه‌کنندگی سریال را روژه ون مولم و کولت فلوری برای شرکت فیلمسازی Maintenon Films برعهده داشتند.